# Astracantha globiflora
Astracantha globiflora är en ärtväxtart som först beskrevs av Pierre Edmond Boissier, och fick sitt nu gällande namn av Dieter Podlech. Astracantha globiflora ingår i släktet Astracantha och familjen ärtväxter. Inga underarter finns listade i Catalogue of Life.